# Милчо Левијев
Милчо Левијев (буг. Милчо Левиев; Пловдив, 19. децембар 1937 — Солун, 12. октобар 2019) био је бугарски композитор, џез музичар и пијанист.
Године 1970. је напустио Бугарску из политичких разлога и преселио се у САД.